# Reo Nishida
Reo Nishida (西田 玲雄?, Nishida Reo; 16 luglio 2000) è un tuffatore giapponese.

## Biografia
All'età di 20 anni si è classificato diciassettesimo nella semifinale della Coppa del mondo di tuffi di Tokyo 2021 vinta dal britannico Tom Daley. Il risultato gli ha garantito la qualificazione ai Giochi olimpici organizzati dal Paese nipponico, dove è stato eliminato nel turno preliminare nella piattaforma 10 metri.

## Palmarès
- Mondiali

Singapore 2025: bronzo nella squadra mista.
- Giochi mondiali universitari

Chengdu 2023: argento nella piattaforma 10m mista e nella gara a squadre mista, bronzo nella piattaforma 10m sincro e nella classifica a squadre maschile.